# Fundoshi

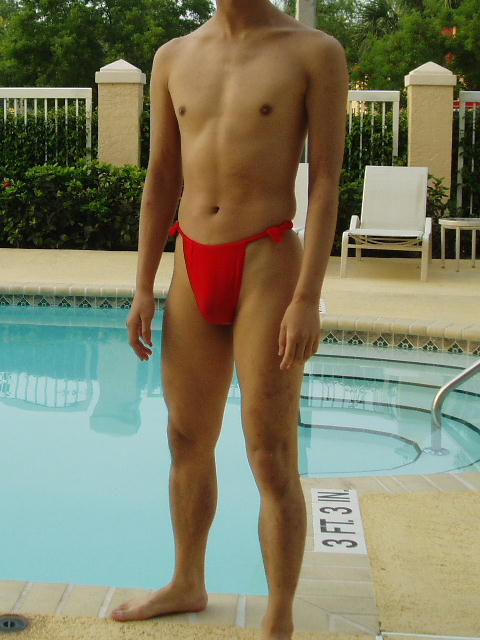
Homem com um rokushaku fundoshi (frente).

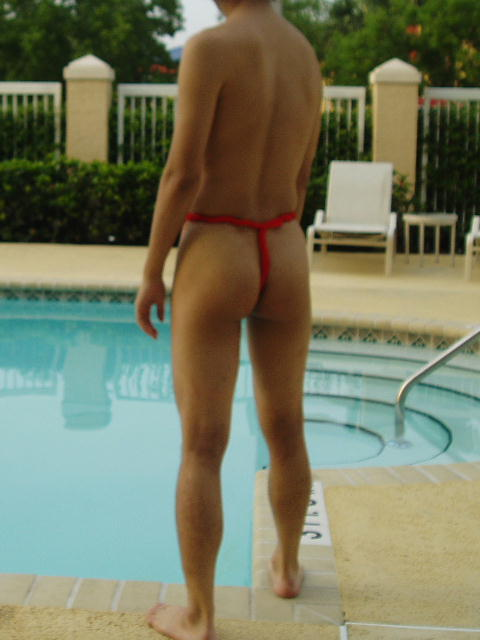
Homem com um rokushaku fundoshi (trás).

Um fundoshi (褌) é um traje originário do Japão que é uma espécie de tanga e que deixa as coxas e nádegas desnudas. É utilizado em lutas e na piscina.
O fundoshi nasceu no Japão e era muito popular antes da Segunda Guerra Mundial, sendo usado por todas as pessoas de todas as classes sociais e idades. Com a chegada das roupas americanizada, o fundoshi saiu de moda assim como o quimono, mas algumas pessoas ainda preferem o fundoshi pelo seu conforto e pelos seus benefícios. Durante décadas o fundoshi vem sendo usado em lutas de sumo, como traje de banho e em matsuri (uma espécie de Carnaval realizado no Verão em todo o arquipélago japonês). Depois de anos sendo usado por apenas uma minoria, o fundoshi está voltando a estar na moda fazendo sucesso entre pessoas de 20 a 40 anos e entre estrangeiros.
Alguns dos alegados benefícios do fundoshi:
- Ao contrário das roupas americanizadas,o fundoshi não tem aquele elástico que fica apertando seu ventre ,causando assim uma sensação de conforto e bem estar.
- É feito com tecidos e tinturas naturais,o que não causa alergias e irritações na pele.
- Devido à sua aparência simples o fundoshi ira dar uma aparência mais sexy e máscula.
- Por deixar as pernas livres,o fundoshi dá maior liberdade aos movimentos e na agua ajuda a boiar com maior facilidade.

O fundoshi também dá suporte aos genitais, e no caso do mawashi também dá suporte à coluna vertebral.
Por estar justo ao corpo, o fundoshi suga o suor, evitando assim assaduras no verão.

## Tipos

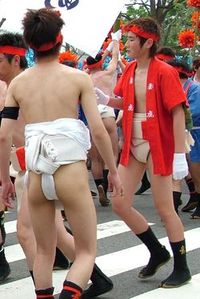
Fundoshi

Existem vários tipos de fundoshi, mas são três os principais: rokushaku, echuu e mokko.
六尺 ROKUSHAKU- O rokushaku tem de 16~30 cm de largura e 130~190 cm de comprimento,seu tamanho varia de pessoa para pessoa. O rokushaku é indicado para pessoas dinâmicas e para crianças que estão aprendendo a nadar.
越中 ECHUU- O echuu tem um formato mais simples e um design similar há uma tanga "tapa sexo" o que dá uma aparência mais máscula. O echuu é recomendado para pessoas com uma vida mais sossegada.
もっこ MOKKO- Mokko é o estilo mais simples de todos e o seu design é parecido com uma tanga.